# 安德里伊夫卡 (洛佐瓦區)
48°42′59″N 36°18′51″E / 48.71639°N 36.31417°E
安德里伊夫卡（烏克蘭語：Андріївка）是位於烏克蘭東部的村莊，由哈爾科夫州洛佐瓦區的布利茲紐基市鎮負責管轄。該村處於大捷爾尼夫卡河畔，始建於1775年，面積0.28平方公里，海拔高度99米，2001年人口137。